# Ikkunus
Ikkunus eller Ikkunusjärvi är en sjö i Finland. Den ligger i kommunen Kuusamo i landskapet Norra Österbotten, i den nordöstra delen av landet, 700 km norr om huvudstaden Helsingfors. Ikkunus ligger 291,7 meter över havet. Den är 17,36 meter djup. Arean är 1,15 kvadratkilometer och strandlinjen är 10,82 kilometer lång. Sjön  ingår i Kems huvudavrinningsområde. 